# House of Hardcore
La House of Hardcore è una federazione statunitense di wrestling fondata dal wrestler Tommy Dreamer.

## Storia
Il 21 giugno 2012, il wrestler professionista Tommy Dreamer ha iniziato a promuovere House of Hardcore sul suo account Twitter. Nelle settimane successive, Dreamer ha rivelato che il progetto HoH consiste in una scuola di wrestling gestita dallo stesso Dreamer, Hale Collins e Vik Delicious, con sede a Mid Hudson Civic Center di Poughkeepsie, New York, con saltuari eventi live. Dreamer voleva un promozione con lo spirito della defunta Extreme Championship Wrestling (ECW), federazione fondata da Paul Heyman, di cui Dreamer è stato uno dei simboli. Visto il successo del primo evento, la promozione ha continuato ad organizarne altri.
Nella sua storia, la HOH ha lavorato con la Wrestling Family Entertainment, Combat Zone Wrestling e Total Nonstop Action Wrestling (TNA). Nel primo evento è stato messo in palio il FWE Heavyweight Championship, detenuto da Dreamer, ed è stato difeso contro Carlito e Mike Knox. Il 9 novembre 2013, il wrestler della TNA Bully Ray, ha fatto il suo debutto in società per promuovere il pay-per-view One Night Only Old School. Inoltre, per la prima volta, durante House Of Hardcore III, due atleti italiani hanno partecipato alla manifestazione: King Danza e D3. Gli unici membri del roster a comparire su tutti gli 8 spettacoli HOH sono Dreamer, The Sandman e l'annunciatore Vic Travagliante.
Il 13 aprile 2015, HOH ha annunciato che avrebbe fatto il suo primo show al di fuori degli Stati Uniti, che si terrà a Toronto, Ontario il 18 luglio 2015. Tre giorni dopo, ha annunciato un accordo televisivo con Fight Network. A partire dal 12 maggio, 2015, HOH trasmette otto spettacoli di un'ora che caratterizzano tutti gli eventi della federazione dagli inizi fino ad oggi.

## Titoli
| Nome                               | Campione    | Data          | Luogo       |
| ---------------------------------- | ----------- | ------------- | ----------- |
| HOH Twitch Television Championship | Willie Mack | 7 aprile 2018 | New Orleans |

## Eventi
| Nome                   | Data             | Arena                               | Luogo                     |
| ---------------------- | ---------------- | ----------------------------------- | ------------------------- |
| House of Hardcore      | 6 ottobre 2012   | Mid-Hudson Civic Center             | Poughkeepsie, New York    |
| House of Hardcore II   | 22 giugno 2013   | National Guard Armory               | Filadelfia, Pennsylvania  |
| House of Hardcore III  | 9 novembre 2013  | Mid-Hudson Civic Center             | Poughkeepsie, New York    |
| House of Hardcore IV   | 6 giugno, 2014   | Mid-Hudson Civic Center             | Poughkeepsie, New York    |
| House of Hardcore V    | 7 giugno 2014    | National Guard Armory               | Filadelfia, Pennsylvania  |
| House of Hardcore VI   | 14 giugno 2014   | Harrah's Resort Southern California | Valley Center, California |
| House of Hardcore VII  | 15 novembre 2014 | 2300 Arena                          | Filadelfia, Pennsylvania  |
| House of Hardcore VIII | 7 marzo 2015     | 2300 Arena                          | Filadelfia, Pennsylvania  |